# Pilzno 2
Pilzno 2 (czeski: Plzeň 2) – miejski dystrykt ustawowego Pilzna, położony w południowo-wschodniej części obszaru określonym przez główny dworzec kolejowy, rzeki Radbuza i Úhlava, graniczy z dzielnicami Pilzno 8, powiatem Pilzno Południe i dzielnicą Pilzno 4. 